# (4538) Vishyanand
(4538) Vishyanand ist ein Asteroid des inneren Hauptgürtels, der am 10. Oktober 1988 vom japanischen Astronomen Kenzō Suzuki in Toyota (IAU-Code 881) in der Präfektur Aichi entdeckt wurde. Sichtungen des Asteroiden hatte es vorher schon gegeben: im Oktober 1969 unter der vorläufigen Bezeichnung 1969 TJ sowie im Februar 1971 (1971 DH1) am Krim-Observatorium in Nautschnyj und am 25. und 28. September 1984 (1984 SF2) an der Anderson Mesa Station des Lowell-Observatoriums im Coconino County, Arizona.
Mittlere Sonnenentfernung (große Halbachse), Exzentrizität und Neigung der Bahnebene des Asteroiden liegen innerhalb der jeweiligen Grenzwerte, die für die Nysa-Gruppe definiert sind, einer nach (44) Nysa benannten Gruppe von Asteroiden (auch Hertha-Familie genannt, nach (135) Hertha).
(4538) Vishyanand wurde am 8. Oktober 2014 nach dem indischen ehemaligen Schachweltmeister Viswanathan Anand (* 1969) benannt, dessen Patronym „Viswanathan“ oftmals als „Vishy“ abgekürzt wird. Laut Widmungstext zur Asteroidenbenennung gehört zu Anands Interessen die Astrofotografie. Der Asteroid (23323) Anand hingegen ist nach Vikas Anand (* 1989) aus Jericho (New York) benannt, der einen Preis bei der Intel International Science and Engineering Fair gewonnen hatte.